# Linia kolejowa nr 864
Linia kolejowa nr 864 – jednotorowa, częściowo zelektryfikowana linia kolejowa znaczenia miejscowego, łącząca stację Katowice Ligota ze stacją techniczną KWK Wujek.
Linia umożliwia eksploatację Kopalni Węgla Kamiennego Wujek przez pociągi towarowe jadące bezpośrednio z kierunku Tychów, Mikołowa, a z postojem na Katowicach Ligocie ze strony Rudy Śląskiej oraz Sosnowca.